# Патешка история
„Патешка история“ (на английски: Duck Duck Goose) е компютърна анимация от 2018 г. на режисьора Крис Дженкинс, озвучаващия състав се състои от Джим Гафиган, Зендая и Карл Райнър. Филмът е международна копродукция на САЩ и Китай, той е пуснат в Китай през март 2018 г. и в Северна Америка през април 2018 г.

## Актьорски състав
| Актьор         | Роля                                          |
| -------------- | --------------------------------------------- |
| Джим Гафиган   | Пенг, лебедоподобна гъска                     |
| Зендая         | Чи, малко патенце                             |
| Ланс Лим       | Чао, малко патенце                            |
| Грег Пупс      | Банзу, манул                                  |
| Наташа Легеро  | Джинджинг, гадже на Пенг                      |
| Стивън Фрай    | Фрейзър, японски жерав                        |
| Крейг Фъргюсън | Гилс, японски жерав                           |
| Реджи Уотс     | Карл, катерица                                |
| Карл Райнър    | Лари, костенурка                              |
| Дженифър Грей  | Една, женско пиле                             |
| Дийдрик Бейдър | Бинг, лебедоподобна гъска и баща на Джинджинг |
| Рик Овертън    | Стенли, мъжко пиле                            |

## В България
В България филмът е пуснат по кината на 14 септември 2018 г. от Би Ти Ви Студиос.
През 2019 г. е излъчен за първи път по HBO.
На 9 март 2020 г. е излъчен и по bTV Cinema.

### Дублажи
Нахсинхронен дублаж
Дублажът е нахсинхронен в Андарта Студио. Ролите се озвучават от Николай Пърлев, Петя Силянова, Вилма Карталска, Росен Русев, Христо Димитров, Светломир Радев, Цветослава Симеонова, Емил Емилов, Кирил Бояджиев, Ева Демирева, Станислав Димитров и Денислав Борисов.
Войсоувър дублажи
| Озвучаващи артисти  | Лина Шишкова Ася Рачева Константин Лунгов Момчил Степанов Петър Бонев |
| Преводач            | Надежда Иванова                                                       |
| Тонрежисьор         | Ралица Захова                                                         |
| Режисьор на дублажа | Йоанна Микова                                                         |

| Озвучаващи артисти  | Ирина Маринова Мими Йорданова Петър Бонев Георги Стоянов Светломир Радев |
| Преводач            | Невена Генчева                                                           |
| Тонрежисьор         | Александър Маринов                                                       |
| Режисьор на дублажа | Милена Манчева                                                           |